# Studio Kobart
Studio Kobart – polskie studio dźwiękowe, dubbingowe (dubbing do: Leśna rodzina, Wesoła siódemka, Diplodo, Poszukiwacze zaginionej Gwiazdki) i filmowe (produkcja filmu Jeden dzień bliżej kina). Założone w 1999 roku. Siedziba firmy znajduje się w Warszawie, a jej właścicielem i kierownikiem produkcji jest Ewa Borek. Reżyserami dubbingu w studiu są Miriam Aleksandrowicz i Dorota Kawęcka, dialogistami Dariusz Dunowski, Dorota Kawęcka, Zbigniew Borek, Maria Etienne, a dźwiękowcami Andrzej Kowal i Sławomir Czwórnóg.